# ミッション:インポッシブル/デッドレコニング PART ONE
『ミッション:インポッシブル/デッドレコニング PART ONE』（原題: Mission: Impossible – Dead Reckoning Part One）は、2023年に公開されたアメリカ合衆国のスパイアクション映画。『ミッション:インポッシブル』シリーズの第7作目。
アメリカ合衆国ではパラマウント映画の配給で2023年7月14日に公開。日本では東和ピクチャーズの配給により公開。
続編である『ミッション:インポッシブル/ファイナル・レコニング』は2025年に公開予定。

## ストーリー
ロシアの次世代潜水艦であるセヴァストポリは推測航法（デッドレコニング/Dead Reckoning）による新しい航行システムの為に高度なAIシステムを搭載し、試験運用の航海に出た。しかし、新型AIは潜航中に暴走して乗組員たちをかく乱し、自らが発射した魚雷をUターンさせることで自爆して乗組員全員が死亡した。
IMFエージェントであるイーサン・ハントは、元MI6のイルサ・ファウストから、ある“鍵”を手に入れるよう指令を受けた。それは、2つの鍵を組み合わせると十字架型になる特殊な鍵の片割れで、使用目的は知らされぬまま、アラビア砂漠に向かうイーサン。
ワシントンD.C.で、国家情報局長官デンリンガーに、”エンティティ”と仮名を付けた謎のAIについて報告する情報機関のリーダー達。エンティティは自我を持つ高度なAIであり、サイバー空間を伝って世界中のあらゆるAIに自在に侵入し、重要なデータを盗み見ていた。今はまだデータを学習しているだけだが、このAIならば、世界の主要な防衛、情報、金融ネットワーク等に潜入し脅威となるのは確実だった。
この秘密会議に変装して潜り込み、情報を得るイーサン。彼は砂漠でのミッションをやり遂げ、鍵の半分を手に入れていた。エンティティが人類にとって今後大きな脅威となると考えたイーサンは、世界のどの国にも鍵を渡さず、もう一本も手に入れてエンティティを破壊すると誓った。だがそれは、ハントと仲間たちがアメリカを始め世界中の情報機関から命を狙われることを意味していた。
鍵のもう一つの片割れは、あるバイヤーが手に入れて、商談に向かうためにアブダビの空港を経由することが判明した。鍵の使い方が分からないハントは、このバイヤーに自分の持つ鍵を売った上で尾行し、使い方を知る人物まで辿り着く作戦を立てた。しかし、アブダビの空港でバイヤーを探すうちに、凄腕の女スリであるグレースに鍵をすり盗られてしまった。
ローマに飛んだグレースの犯罪歴を空港に通報し、逮捕させた上で再会するハント。だが、誰に雇われて鍵を狙ったか確認する間もなく、敵やCIAのエージェントたちが押し寄せて来た。カーチェイスの末にハントを残して逃げ去るグレース。
グレースから得た情報で、ベネチアのドゥカーレ宮殿に向かうハントたちと元・MI6のイルサ。グレースの雇い主であり、宮殿のパーティーで鍵を受け取る人物は、武器商人の通称「ホワイト・ウィドウ」という女だった。彼女は鍵の片方をすでに入手しているバイヤーでもあった。独自にエンティティを調べていたイルサは、鍵がエンティティのソースコードであり、エンティティがそれを取り戻すために、ガブリエルというハントの旧敵を手足として使っていることに気づいていた。
ドゥカーレ宮殿のパーティーに集まるハントやガブリエルたち。ガブリエルはエンティティの情報収集能力によって、ホワイト・ウィドウが明日、オリエント急行の車内で鍵の売買交渉を行うことを知っていた。鍵を渡すことを躊躇(ためら)い、隙を見て逃げ出すグレース。ハントが後を追ったが、方向を指示する仲間の通信をエンティティが乗っ取り、誤った方向にハントを走らせた。ガブリエルに捕まりかけたグレースを助けるイルサ。だが、イルサはガブリエルに殺された。イルサの死に責任を感じ、ハントたちの仲間になるグレース。
ホワイト・ウィドウは、鍵がまだ片方しかない状態のままオリエント急行に乗車した。グレースはホワイト・ウィドウに変装して列車に乗り込み、本物を失神させて2本の鍵を手に入れた上でハントの到着を待った。変装用のマスクを作れなかったために、バイクで列車を追うハント。
国家情報局長官デンリンガーと列車内で密談するガブリエル。ロシアの潜水艦でAIがエンティティと化したのは、アメリカが開発した戦略的AIを潜水艦のAIに仕込んだことが原因だと話すデンリンガー。潜水艦の自爆まではアメリカの作戦だったが、沈没した潜水艦の中のAIは予想外の進化を遂げて自我を持ち、手に負えない状態で動き続けているのだ。
沈んでいるエンティティのメモリに鍵を挿せばコントロールできるが、潜水艦の沈没位置を知っているのは世界中で自分だけであり、組んで最強の超大国を作ろうとガブリエルに持ちかけるデンリンガー。ガブリエルは、この情報がハントに漏れないようデンリンガーを抹殺し、仲間の女殺し屋パリスまでをも口封じのためにナイフで刺した。
偽ホワイト・ウィドウとしてCIA長官のキトリッジと交渉するグレース。自分（グレース）の身の安全や大金に欲を出して一度は鍵を売り渡すが、どこの国にもエンティティを渡してはいけないと言うハントの言葉を思い出し、鍵を取り返すグレース。機関車を襲って列車を暴走させたガブリエルが鍵を奪ったが、パラシュートで列車に飛び込んだハントがガブリエルと戦い、取り返した。
ガブリエルは列車から逃げ、行く手の橋を爆破した。乗客を後方に避難させ、崖から落ちる車両から間一髪で脱出するハントとグレース。瀕死の状態ながら生きていたパリスから潜水艦セヴァストポリの名を知らされたハントは、CIAの追っ手を振り切り、列車から脱出した。

## 登場人物
イーサン・ハント
IMFエージェントでありチームのリーダー。
グレース
泥棒。アブダビの空港でイーサンと出会い、IMFチームと共に行動することになる。
ルーサー・スティッケル
IMFコンピュータ技術者。長年親友のイーサンと共にチームで行動している。
ベンジー・ダン
IMFテクニカルフィールドエージェントであり、イーサンのチームのメンバー。
イルサ・ファウスト
元MI6エージェント。
アラナ・ミツソポリス
ホワイト・ウィドウとして知られる闇市場の武器仲買人。
第1作目でヴァネッサ・レッドグレイヴが演じていた武器商人マックスの娘。
ガブリエル
本作の悪役。IMFエージェントとなる前からイーサンと深い因縁を持という間柄である。
世界を統べる全能AIシステムであるエンティティと共謀しているように見られるが、その目的などは不明。
パリス
イーサンとグレースを狙うフランスの暗殺者。執拗にイーサンを追跡し、ずば抜けた格闘能力を持つ。
マリー
イーサンとガブリエルの過去に出てくる女。
ユージーン・キトリッジ
第1作目に登場したIMFの監査官であり、現在はCIA長官。第1作目同様に指令の声も担当する。
ジャスパー・ブリッグス
イーサンを追うアメリカ諜報部員の男。
デンリンガー
アメリカ合衆国国家情報長官。
ドガ
ジャスパーのパートナー。
ゾラ
アラナの兄。

## キャスト
| 役名                   | 俳優                           | 日本語吹き替え                               |
| ---------------------- | ------------------------------ | -------------------------------------------- |
| イーサン・ハント       | トム・クルーズ                 | 森川智之                                     |
| グレース               | ヘイリー・アトウェル           | 園崎未恵                                     |
| ルーサー・スティッケル | ヴィング・レイムス             | 手塚秀彰                                     |
| ベンジー・ダン         | サイモン・ペッグ               | 根本泰彦                                     |
| イルサ・ファウスト     | レベッカ・ファーガソン         | 甲斐田裕子                                   |
| アラナ・ミツソポリス   | ヴァネッサ・カービー           | 広瀬アリス                                   |
| ガブリエル             | イーサイ・モラレス             | 津田健次郎                                   |
| パリス                 | ポム・クレメンティエフ         | 原語流用                                     |
| マリー                 | マリエラ・ガリガ               | 台詞なし                                     |
| ユージーン・キトリッジ | ヘンリー・ツェニー             | 江原正士                                     |
| 指令の声               | ヘンリー・ツェニー             | 江原正士                                     |
| ジャスパー・ブリッグス | シェー・ウィガム               | 石住昭彦                                     |
| デンリンガー           | ケイリー・エルウィス           | 河本邦弘                                     |
| ドガ                   | グレッグ・ターザン・デイヴィス | 杉村憲司                                     |
| ゾラ                   | フレデリック・シュミット       | 遠藤大智                                     |
| NRO代表                | チャールズ・パーネル           | 広瀬彰勇                                     |
| NSA代表                | マーク・ゲイティス             | 小形満                                       |
| DIA代表                | インディラ・ヴァルマ           | 松井茜                                       |
| JSOC代表               | ロブ・ディレイニー             | 山岸治雄                                     |
| 宅配                   | アレックス・J・フェルプス      | 平野潤也                                     |
| 艦長                   | マルチン・ドロチンスキ         | 平林剛                                       |
| 副艦長                 | イワン・イヴァシュキン         | 大泊貴揮                                     |
| 甲板部士官             | ザハリ・バハロヴ               | ボルケーノ太田                               |
| 砲雷長                 | エイドリアン・ブーシェ         | 武田太一                                     |
| 操舵手                 | サム・バレット                 | 原田翔平                                     |
| ソナー長               | ルイス・ヴォーン               | 清水優譲                                     |
| スペッツィ治安判事     | ガエターノ・ブルーノ           | 宮本充                                       |
| その他                 | N/A                            | 各務立基 阿部竜一 真木駿一 米田えん 高梁りつ |

## 製作と公開
2019年1月、トム・クルーズは前作『ミッション:インポッシブル/フォールアウト』のクリストファー・マッカリー監督が脚本と監督を担当する『ミッション：インポッシブル』の続編を2作続けて撮影することを発表した。第7作と第8作を同時進行で撮影し、当初はそれぞれ2021年・2022年に連続公開する予定で米国時間の2020年2月20日からヴェネツィアで撮影を開始した。
しかし、新型コロナウイルスの影響を受け同年2月24日には撮影の中断・延期が発表された。同年末に再開され、2021年9月にノルウェー、イギリス、イタリア、アラブ首長国連邦などでも撮影が行われた。また2作を同時に撮影する予定もクルーズのスケジュールの関係で変更を余儀なくされた。当初2021年7月23日に公開予定だったが、2022年5月27日に延期された。2021年9月には『トップガン マーヴェリック』の公開予定が5月27日に延期されたことに伴い、本作の公開予定が同年9月30日に再延期された。その後、2022年1月には新型コロナウイルスのオミクロン株の流行を受け、2023年7月14日に再々延期された。
本作は『ミッション：ミッション:インポッシブル2』（2000年）以来、J・J・エイブラムスが一切関わらず、『ミッション:インポッシブルIII』（2006年）以来、バッド・ロボット・プロダクションズが製作に携わっていない初のシリーズ作品でもある。ただしCOVID-19による度重なる遅延（合計7回ほど撮影が中断されている）により製作費は膨れ上がり、推定総予算は2億9,100万ドルと見積もられ、これまでの歴代のハリウッド映画の中でも高額な作品の1つとなっている。またシリーズ中の最高額であり、トム・クルーズ自身のキャリアの中でも最も高額な映画となっている。
2023年8月、アメリカのエンターテインメント専門誌であるバラエティによると興行収入の面で苦戦し、1億ドル（約146億円）の損失を出す可能性があると報じた。制作費を上回る収益は上げたものの、マーケティング費用を回収するには十分ではないとしており、同誌は本作公開の1週間後に封切りされた『バービー』（ワーナー・ブラザース配給）並びに『オッペンハイマー』（ユニバーサル・ピクチャーズ配給）の好調も影響していると分析している。
2024年1月25日から定額制動画配信サービス「Paramount+」での見放題配信を開始する予定。

### 日本
2023年7月21日に公開。同年7月には同年12月に公開予定のアニメ映画『劇場版 SPY×FAMILY CODE: White』とのコラボレーションも行われた。
2023年7月17日には東京都内でジャパンプレミアを開催すると共に一部の映画館においてプレミアイベントの中継と本作品の先行上映も行われる予定だった。しかし、同月14日から全米俳優組合のSAG-AFTRAがストライキを開始したことに伴い、トム・クルーズやサイモン・ペッグを始めとする本作品出演者の訪日が困難になったとして、プレミアイベントの開催を中止にすることを同日に配給会社の東和ピクチャーズから発表された。なお、ジャパンプレミアの試写会と先行上映企画については予定通り行われ、ストライキ開始直前に収録したトムのコメント映像などが流された。
ホームメディアについては2023年10月18日からデジタル配信が先行する形でセル配信の販売を開始した。レンタル並びにディスクによる販売については同年11月29日から開始した。
ホームメディア発売時のタイトルは『ミッション・インポッシブル/デッドレコニング』。

## 地上波テレビ放映履歴
| 回数 | 放送日        | 放送時間   | 放送分数 | 放送局     | 放送枠           | 平均世帯 視聴率 | 備考                        | 出典   |
| ---- | ------------- | ---------- | -------- | ---------- | ---------------- | --------------- | --------------------------- | ------ |
| 1    | 2025年6月20日 | 21:00-0:14 | 194分    | 日本テレビ | 金曜ロードショー | 6.9%            | 地上波初放送 本編ノーカット | [ 26 ] |

- 地上波放送・関東地区のみ記載。
- 視聴率はビデオリサーチ調べ。関東地区でのデータ。